# Jan Cwanek
Jan Cwanek (ur. 31 stycznia 1896 w Ostrowie, 2 lutego 1960 w Szkocji) – żołnierz armii austriackiej, podoficer Wojska Polskiego w II Rzeczypospolitej i Polskich Sił zbrojnych, kawaler Orderu Virtuti Militari.

## Życiorys
Urodził się w Ostrowie w rodzinie Piotra i Marii ze Stręków. Absolwent szkoły powszechnej. W 1916 powołany do armii austriackiej. W 1918 wstąpił do odrodzonego Wojska Polskiego i otrzymał przydział do 9 pułku ułanów. W składzie macierzystego pułku brał udział w walkach z Ukraińcami na Wołyniu, a następnie we Froncie Litewsko-Białoruskim z bolszewikami. Wiosną 1919, działając w grupie rotmistrza Józefa Dunina-Borkowskiego, odznaczył się w czasie niespodziewanego nocnego napadu Ukraińców na Kresowice, kiedy z placówką odparł atak kompanii wroga. Za czyn ten odznaczony został Krzyżem Srebrnym Orderu „Virtuti Militari”.
Po wojnie nadal służył w 9 pułku Ułanów Małopolskich, a w 1931 przeniesiony został do 48 pułku piechoty na stanowisko dowódcy zwiadu konnego. W składzie 48 pułku walczył w kampanii wrześniowej, a następnie przez Rumunię dotarł do Palestyny. Przeszedł cały szlak bojowy 2 Korpusu Polskiego. Po wojnie zamieszkał w Szkocji.
Żonaty z Katarzyną Cwanek miał synów Juliana (ur. 1919) i Emila (ur. 1931).

## Ordery i odznaczenia
- Krzyż Srebrny Orderu Wojskowego Virtuti Militari nr 3671[1][2]
- Krzyż Walecznych